# Stawiany (województwo świętokrzyskie)
Stawiany – wieś w Polsce, położona w województwie świętokrzyskim, w powiecie pińczowskim, w gminie Kije.
W latach 1975–1998 miejscowość administracyjnie należała do województwa kieleckiego.

## Części wsi
| SIMC    | Nazwa   | Rodzaj     |
| ------- | ------- | ---------- |
| 0243004 | Kąt     | część wsi  |
| 0243010 | Marynka | przysiółek |
| 0243027 | Skały   | część wsi  |
| 0243033 | Smugi   | przysiółek |
| 0243040 | Wały    | część wsi  |
| 0243056 | Żarowie | część wsi  |

## Zabytki
- Kapliczka św. Jana Nepomucena z XIX w.
- Kopiec pradziejowy
- Stacja kolejowa wąskotorowa na trasie Świętokrzyskiej Kolei Dojazdowej (ruch przywrócono po 11 latach przerwy w październiku 2007)